# Mitä meistä tuli
Mitä meistä tuli (titolo internazionale/inglese: What Became of Us) è un film del 2009, diretto da Miika Ullakko. Il film si riallaccia a Graffiti Within (Graffiti meissä), del 2006, dello stesso Ullakko.

## Trama
Erika e Jake, finlandesi, ex-compagni di scuola fin dai tempi delle elementari, si apprestano a dare il benvenuto a Toni, pure loro ex-compagno, che viene scarcerato dopo una detenzione dovuta ai suoi rapporti con una banda di criminali russi, durante il soggiorno del giovane nel paese slavo.
È infatti in previsione un ritrovo con i vecchi compagni di scuola, che in effetti avviene su una nave in transito notturno sul Baltico. Sulla stessa imbarcazione sono presenti anche la fidanzata russa di Toni, Valentina, che non lo aveva rivisto fin dai tempi della sua incarcerazione, nonché Kiril, il capo della gang criminale, che, con un complice, cerca di riottenere il possesso del denaro che Toni avrebbe loro sottratto tempo addietro.
Gli ex-compagni e Valentina, sul ponte della nave, fronteggiati da Kiril, stanno per avere la peggio, ma sono salvati dall'intervento di Pelle, un altro ex-compagno, ai tempi bullizzato, e fin dall'infanzia ammiratore di Erika. 